# Škabrnja
Škabrnja est un village et une municipalité située en Dalmatie, dans le comitat de Zadar, en Croatie. Au recensement de 2001, la municipalité comptait 1 772 habitants, dont 99,60 % de Croates et le village seul comptait 1 424 habitants.

## Localités
La municipalité de Škabrnja compte 2 localités : Prkos et Škabrnja.